# Židovský hřbitov v Přešticích
Židovský hřbitov v Přešticích se nachází v okrese Plzeň-jih, kraj Plzeňský. Leží v části zvané Zámostí asi 1 km východně od centra města Přeštice u silnice č. 183 vedoucí do Vodokrt. Má rozlohu 3 387 m². Zachovalo se zde 47 náhrobků a bývalý hrobnický domek.
Hřbitov byl prohlášen kulturní památkou, památkově chráněn je od 20. září 2017, rejstříkové číslo v ÚSKP 106093.

## Historie židovské obce
O počátcích židovského osídlení v Přešticích i okolních obcích se mnoho písemných pramenů nezachovalo, pravděpodobně tak však bylo již na počátku 17. století. Osídlení bylo ukončeno s německou nacistickou okupací, kdy 26. listopadu 1942 bylo deportováno do vyhlazovacích táborů 40 židovských občanů. Hrůzy těchto táborů přežili a osvobození se tak dočkali pouze tři lidé. Zahynuly celé rodiny Adlerova, Hanákova, Hartmannova, Kleinova, Kurandova, Orsteinova, Pickova, Roubíčkova, Šancerova a Weiglova, celkem 37 osob.

## Hřbitov

### Historie
Před založením hřbitova v Přešticích byl pro pohřby využíván nedaleký židovský hřbitov v Dolní Lukavici.
Hřbitov v Přešticích byl založen v roce 1907. Je nejmladším z osmi dochovaných židovských hřbitovů v okrese Plzeň-jih. Poslední pohřeb se zde konal v roce 1956. Od šedesátých let 20. století byla plocha hřbitova využívána k různým účelům, dokonce i pro voliérový chov bažantů. Po roce 2000 bylo pohřebiště upraveno a je pietně udržováno péčí a nákladem města Přeštice.
Po demolici přeštické novorománské synagogy v roce 1974 zůstal židovský hřbitov jedinou připomínkou na život a působení přeštické židovské komunity.

### Popis
Hřbitov byl založen podle plánů stavitele Jana Velíška. Leží asi 1 km východně od centra města při silnici na Vodokrty na okraji rekreační zástavby a zahrad. Jde o pozemkovou parcelu č. 884 lichoběžníkového půdorysu o rozloze 3 387 m² na mírně svažitém terénu, porostlou travou a vzrostlými stromy. Je v majetku Federace židovských obcí ČR.
Hřbitov je po obvodu částečně obehnán cihlovou omítnutou zdí, ze strany od silnice s branou a brankou. V jihozápadním nároží zůstala zachovalá bývalá márnice. Na ploše je 47 náhrobků; lze identifikovat náhrobky významných osob přeštické židovské náboženské obce, např. dlouholetého rabína Leopolda Singera.